# 莎朗·A·希爾
莎朗·A·希爾（英語：Sharon A. Hill，1970年8月23日—）是一位美國科學作家和演講家，以研究科學與公眾之間的互動而聞名，並專注於教育和媒體主題。
她於2017年出版了她的第一本書《科學美國人：業餘超自然現象研究人員的文化》。